# Тутњевац (Угљевик)
Тутњевац је насељено мјесто у општини Угљевик, Република Српска, БиХ. Локална самоуправа за подручје насељеног мјеста, као облик непосредног учешћа грађана организована је кроз Мјесну заједницу Тутњевац.

## Географија
Тутњевац се налази на сјеверним обронцима Мајевице, те доминира брдски рељеф. Село се граничи на истоку са Забрђем и Коренитом, на југу са Малешевцима, селима општине Угљевик, на западу са Пушковцем и Корајoм а на сјеверу са Бобетиним Брдом, селима општине Лопаре.
Мјесто заузима 16,61 км2. Систематски списак насељених мјеста Републичког завода за статистику Републике Српске препознаје следеће дијелове насељеног мјеста Тутњевац: Ђокићи, Јешићи, Крстићи, Лакићи, Лукићи, Митровићи, Тутњевац, Читлук и Шешлићи.
Кроз мјесто пролази регионални пут другог реда Р2-4504 (раније Р459) Пушковац-Забрђе, локални путеви ка Бобетином Брду, Коренити и Малешевцима и још 30 км некатегорисаних путева.
Средишњим дијелом територије села, у правцу југ-сјевер протиче Крива ријека (алт. Пушковачка/Тутњевачка), у коју се, западно од Бојића брда, у засеоку Читлук, улива Трначки поток и даље према сјеверу Бијела ријека чинећи ријеку Гњицу. На истоку села налазе се извори мањих водотокова Црвене, Бијеле и Црне Буковице. Све ријеке и потоци Тутњевца припадају Савском поријечју.
На истоку, између Тутњевца и Забрђа протеже се шума Дубрава - у којој доминира буква и храст.
Највећи врх територије села је Лазића брдо (Мраморје) (312 мнв.), у засеоку Митровићи. Надморске висине неких тутњевачких топонима и кота: Чардачић - 259 мнв., з. Лакићи - 238 мнв., Мусино брдо - 228 мнв., Бојића брдо - 225 мнв., з.Шешлићи - 198 мнв., Калат - 186 мнв., Црква покрова пресвете Богородице - 181 мнв., з. Крстићи - 177 мнв.

## Становништво
| Националност        | 2013. | 1991.          | 1981.          | 1971.          |
| Срби                | -     | 1.469 (98,45%) | 1.548 (99,35%) | 1.595 (99,50%) |
| Хрвати              | -     | 3 (0,20%)      | 0              | 0              |
| Бошњаци / Муслимани | -     | 1 (0,06%)      | 0              | 4 (0,24%)      |
| Југословени         | -     | 16 (1,07%)     | 10 (0,64%)     | 0              |
| остали и непознато  | -     | 3 (0,20%)      | 0              | 4 (0,24%)      |
| Укупно              | 1.042 | 1.492          | 1.558          | 1.603          |

1. ↑  Народна скупштина Републике Српске оградила се од Коначних резултата пописа становништва које је објавила Агенција за статистику Босне и Херцеговине. Стога званични подаци по националној припадности у Републици Српској нису били објављени.
2. ↑  Муслимани се данас изјашњавају као Бошњаци.

### Поријекло
Хришћанско становништво овог подручја је према истраживањима динарског поријекла, а његово премијештање према овим крајевима је трајало скоро пуна два вијека. Углавном, то су били сточари из Херцеговине који су добровољно насељавали пуста подручја Мајевице, Подриња, Посавине и Семберије, крећући се скоро увијек истим правцем у потрази за новим и незаузетим испасиштима и плодним ораницама. Досељеници су били српског етничког поријекла, па није било већих промјена у етничком карактеру становништва на Мајевици и у другим крајевима Подриња.

На ширем простору, посебно простор Семберије, пуно посједа су имали и херцеговачки бегови, као нпр. Сијерчићи, Љубовићи и Ченгићи. Они су на ове просторе доводили чифчије из Херцеговине, вјероватно своје познанике, и отуда је становништво Семберије највећим дијелом поријеклом из Херцеговине.
Православно српско становништво највише је насељавало Мајевицу и Семберију у другој половини 17. вијека. Према Миленку Филиповићу, у том периоду највише становништва је дошло из источне Херцеговине, Црне Горе и југозападне Србије, и да се то насељавање продужило све до половине 19. вијека. Поузданих података о броју досељених становника православне вјере на Мајевицу и у Семберију нема, јер попис није вршен, али француски војни изасланик у Босни Сомет де Фосе наводи да је почетком 19. вијека у Босни било 500.000 „Грка”, односно православних, много више него католика и скоро исто као и муслимана.
За цијелу Семберију и Подмајевички крај важи општи податак да су ови крајеви увелико запустјели  после неуспјеле буне и катаклизмичних ратних догађаја 1809. године (пропаст Првог српског устанка) и да је велика већина новоколонизованог становништва дошла из Источне и Старе Херцеговине
Опустјела територија Мајевице и Семберије насељавана је у 18. и 19. вијеку на два начина, спонтано и организовано. Први начина је текао као последица ратова између Турака и Херцеговаца и Црногораца у источној Херцеговини и Црној Гори. Ти ратови су доводили до великог погрома становништва, нарочито мушкараца и доводили до исељавања у Америку и друге крајеве Босне и Србије. На исељавање су утицали и сушне и гладне године, заразне болести и висок наталитет становника у источној Херцеговини и Црној Гори. Тај спонтани и присилни начин се у народу зове „бјежанија”, а њој су доприносили и лични, појединачни сукоби и, према породичним предањима, убиства турских силника, након чега је извршилац убиства бјежао у даље крајеве.

## Историја

#### Праисторија
У атару сусједног села Корај, у граничном подручју са Тутњевцем, налази се праисторијско насеље Варош. Радови сондажног типа започети су 1956. године а настављени 1957. године и у преко 4 м дебелом културном слоју. Откопана је површина од 65 m² током које је утврђена стратиграфска слика насеља са пет културних и пет грађевинских фаза. Најстарија грађевинска фаза паралелна је претежно Винчи В2 а најмлађа винчанско-плочничкој фази (Винчи Д).

#### Римски период
Археолошки лексикон Босне и Херцеговине на подручју Тутњевца из периода Старог Рима идентификује три локалитета: Калдрма, Велико Брдо и Крчевина.

##### Калдрма
Римско и средњовјековно насеље истраживала је Ирма Чремошник 1956. године. На ниским брежуљцима око Криве ријеке, "на њиви Димитрија Секулића", откривена је мала римска вила која се састојала од четири просторије и тријема. Вила је касније коришћена као словенска настамба, са два огњишта и јамом за отпатке. Већина словенске керамике има тракасте ободе.
У непосредној близини, "на њиви Стојана Шешљића", археолог-аматер "жандарски стражмештар" Томо Драгичевић открио је 1888. године "дјеломице једну зграду, дугу 11,5 м, широку 10м, која је обухватала већу одају, потарацану 0,60 м дугачким и исто тако широким, 0,06 м високим плочама од цигле, и три мање одаје, намазане бетоном. У првој просторији нашао је релијеф, на коме бијаше приказана жена са двоје дјеце; осим тога нађене су претаживањем многе иловасте и стаклене рбине, људске и животињске кости, као два жељезна чавла".
Вјесник хрватског археолошког друштва из 1889. доноси опис рељефа: "На споменутијем је опекама нека цртарија попут шаре. Ту се је ископао камен, а на њему слика, бива као женско чељаде, те му је на лиевом крају било као двоје дјеце, т.ј. једно на лиевој сиси, а друго мало одаље. Те су двије сличице покварене, те се добро неразазнају. Поврх слике је камен одбијен, те је ту можда био надпис. Плоча је од неког бјелушца камена (можда од мрамора), те као, да је била и дуља, јер рек би, да је по прсима преполовљена. На слици је и нос одбијен. Камен је по прилици тежак клг. 38, а слика је висока 25 цм. Опеке теже од 4 1/2 — 51 1/2 клг., те је на једној на ћошци као писме или шара, т.ј. мотив."

##### Велико Брдо
Римско насеље и утврђење. Изнад насеља у Тутњевцу налазе се остали трагови утврђења, што је потврђено налазима уломака керамике. Локалитет није био детаљније истраживан.

##### Крчевина
Налаз римског бронзаног новца из периода владавине Лицинија (308-324). Новац је, почетком 20. вијека, Земаљском музеју даровао Алија Ћатић, а он га је добио од мјештанина Остоје, сина, већ поменутог, Стојана Шешљића.

#### Средњи вијек
Осим поменутог локалитета Калдрма, на ком су пронађени и остаци словенске насеобине, Археолошки лексикон Босне и Херцеговине у налазима из средњег вијека наводи локалитет извора Мишљенац (алт. Мишљеновац) - налаз надгробног споменика из касног средњег вијека. Стећак у облику сандука у секундарној употреби (камено корито) на коме се назиру остаци натписа. Налаз је први пут забиљежен од стране Томе Драгичевића, 1889. године, а према сведочењу тадашњих мјештана "тај камен до прије 20 година лежао као стећак мегју више мраморова на староме гробљу на брду више Видине воде, измегју села Тутњевца и Малешевца". Према тада извршеној транскрипцији натписа стећак је посвећен "драгилеӽь племенити драголачанинь на своечљкои земли а постави си гу в сина дрг ћ и богдан" ("Драги... Лачанин" синови Драгоје и Богдан).
Томо Драгичевић, биљежи и локалну легенду о постојању куле Филипа Маџарина. Према легенди кулу је поробио и запалио Марко Краљевић.
Публикован је, 1888. године, текст о налазу бакарног крста са приказом Христоса са четири јеванђелиста. Крст је, у Тутњевцу, копајући земљу око мраморја, пронашао "неки сељак" 1886. године, те је крст дао Томи Драгичевићу који га је потом проследио Виду Вулетићу Вукасовићу, аутору публикованог текста. Вукасовић закључује да је крст народне израде, сматра га уникатним и оставља могућност да припада богумилској традицији.
Приликом земљаних радова при изградњи излетничке надстрешнице на Лазића брду (Мраморје) изнад Великог гробља, марта 2017. године пронађена је људска лобања и дијелови скелета. Иако нису вршена даља археолошка истраживања, слободна процјена магистра археологије Мирка Бабића из Музеја Семберије из Бијељине претпоставља постојање средњовјековне некрополе.
У ближој околини села познати су средњовијековни објекти: Стари град код Теочака, Јаблан град, Накића кула...

#### Османски период

##### Помени села

###### Били поток - претпоставка
Пописом Зворничког санџака из 1533. године, у нахији Корај не помиње се село Тутњевац, али се као сусједна насеља спомињу Коренита (Коранита) и село Били Поток. Касније, приликом успоставе грунтовнице 1889. године и израде катастарске карте, евидентиран је објекат под називом Бијели Поток, који данас носи име Бијела ријека (улива се на сјеверним границама села у Криву ријеку и чине Гњицу). На основу ове чињенице, постоји могућност да је Тутњевац у прошлости био познат као Били Поток. У истом попису наводи се да је село тимар "Камбера, сина Каменка" са 23 хришћанских, 1 муслиманском кућом и 1 примућаром.
У посједу истог тимара наводи се и "мезра Црква Света Марија у близини села Били Поток". Мездра или мезра је ријеч арапског поријекла и означава њиву, земљу ораницу; поље или обрадиво земљиште које се налази у близини неког села, коју обрађују мјештани тог села или означава разрушено или напуштено село.
У детаљном попису зворничког санџака из 1548. године спомиње се у саставу тимара Мурата, хатиба и имама у тврђави Сребренику једно селиште (мезра) у корајској нахији на којем се налазила „црква Св. Марије“.
О тој цркви у дефтеру каже се дословно: „Мезра цркве Св. Марије у близини села Билог Потока у корајској нахији. То су земљишта којима располажу не само становници села Билог Потока него и редовници (свештеници). Умјесто ушура од житарица, плаћају 120 акчи.“
Простор омеђен Тутњевцем са јужне и југоисточне, Бобетиним Брдом са сјеверне и Корајем са западне стране, кроз који, правцем југозапад ка сјевероистоку, тече Бијела ријека означен је и на аустроугарским и на југословенским топографским картама топонимом Бијело Поље. У ширем подручју овог поља налази се и већ поменут археолошки локалитер Варош.
Били Поток у нахији Корај се помиње и у другом османском извору - попис веслара на подручју Зворничког кадилука из 1551. године. Попис је представљао организовано новачење и смотру свих веслара са подручја зворничког кадилука, који се налазио између два тадашња кадилука на лијевој обали Дрине — сребреничког и зворничког. У попису се у оквиру нахије Корај - помињу два мјеста Ужевићи (неубицирано) и Били Поток. У Билом Потоку евидентирана су три веслара: Милој, Радивоја и Јанко Радинић, за које јамче својим иметком и својом личношћу: Хасан, син Алије и Јанко, као и остали становници села.

###### Други помени
Први познати писани траг о Тутњевцу забиљежен је у љетопису Црквене општине Брчко, у којем се наводи да је први брчански поп од 1839. године био Крсто Стефановић из Тутњевца.
Загребачке Царско-кр. службене народне новине у броју 186 од 16. августа 1858. године спомињу хапшење 50 кметова од стране османске управе, међу којима се наводи и име Јове Лакића из Тутњевца, што је, вјероватно, први помен села у штампи. У тексту се спомињу османске репресије над хришћанским становништвом: убиства, понижавање, отимање приноса... "Begovi otimaju od kèršćanah bez razlike žito,  ječam i livade. Odprije pokosi livadu Radike i  Jove Lakića u Tutnjevcu imenom Mustebeg  Ajanović iz Belena i odvezoše Turci sieno".
Аустријски војни конзул у Тузли мајор Никола Омчикус (Србин из Лике - Удбина) поднио је 1864. године детаљан извјештај генералном конзулу у Сарајеву о стању у Зворничком кајмакамлуку, из којег се види да је Тутњевац припадао нахији Бијељина и да је тада имао 66 кућа и 386 душа, али није имао свог свештеника.
Тутњевац се помиње и у османском пореском попису Бијељинског кадилука (послије 1858. године).
Помен села налази се и у извјештају Корајског муле властима у Горњој Тузли од 19. августа 1876. године. У писму се наводи да је српска војска стигла у Забрђе и да је ранила једног резервисту у Тутњевцу. Поменути догађај се односи на догађаје током Бијељинске буне 1876. године.

##### Кула
Најзначајнији објекат у Тутњевцу из османског периода који се помиње у народном сјећању и литератури  јесте "кула". Она се налазила у околини данашњег црквеног објекта. Ова кула је према записаним предањима мјештана вероватно имала одбрамбено-стамбену функцију феудалне османске властеле и/или судско-казнену функцију тадашње управе. 

Кула се у литератури помиње у тексту Вида Вулетића Вукасовића "Народна кућа или дом са покућством" из 1896. године. Аутор, који прилаже цртеж куле и изузетно лијепих врата "харемских одаја", већ тада наводи "кула је изнутра красно урешена, а на харемској одају врата су врло стара, те им је, како људи причају, до сто и педесет година", те да се у кули, "како народ прича, судило свему томе вилајету, а сада ето кула пада и пропада по оној народној "врјеме руши по котару куле""
- Цртежи Куле објављени у часопису Зборник за народни живот и обичаје јужних Славena у издању Југословенске академије знаности и умјетности у Загребу, 1896. године, у чланку Вида Вулетића-Вукасовића Народна кућа или дом с пoкућством у Далмацији, у Херцеговини и у Босни, аутор цртежа, вјероватно, Томо Драгичевић.
- Цртеж Куле
- "Кула је изнутра красно урешена, а на харемској одаји врата су врло стара, те им је, како људи причају, до сто и педесет година. Израгјена су мајсторски, то је народна уклада (римес), те је прибијено на даске доста ситнијех комадића. Комадићи су лијепо изрезани од липова, шљивова и орахова дрвета, те некако укусно по вратима уметнути као композиција, и ту су три боје у мајсторскоме складу, бива липовина показује бијелу боју, шљивово дрво црвену, а ораховина црну. Овако су исто красно у нутрима у соби израгјени долафи и рафе. Људи казују, да је наимар само на вратима оставио до седамдесет надница, а тако је фина работа."[27]

Учитељ Алија Ћатић, у свом тексту Биљешке о Корају и Тутњевцу, објављеном у Гласнику Земљског музеја 1901. године, пише:

"Сад је Тутњевац у посједу тројице господара, док је пријашњег вакта заједно са сусједним селима (изузевши Корај) био власништво једног господара (бега), који је имао дворац у Тутњевцу тик уз данашњу цесту, на ономе мјесту, гдје је сада кула Салих-бега Ћеримагића из Орашја. У том некадањем дворцу боравио је стално спахија са својом породицом и момчади, те је по народном причању по својој вољи вршио судбену власт над својим поданицима. Његова је власт била неограничена и он би судио на живот или смрт, како му се прохтјело. Покрај дворца, уз сам зид куле, била је тамница. То је велика рупача од 2-3 м у промјеру, ископана врло дубоко у земљу. На отвору те рупаче бијаше положена широка полица, гдје би кривац могао стати или сјести. Кад би се полица са поља дирнула, злочинац би се строхопоштао у јаму, те би га од тог часа зарабошили у тефтер мртвијех. И дан данас човјека језа хвата, кад му се, гледајући у дно ове рупаче, бјелуцају пред очима људски костури из сумрачја тамнице, па ћеш нехотице помислити на самовољу појединца и на тешке патње народа за бурних времена."
Приликом Трећег војног мапирања Хабсбуршке монархија (вршена у периоду од 1869-1887. године) локалитет Куле означен је топонимом "конак". У доба Османског царства је ова реч означавала и кућу угледног човека, дворац валије или неког другог високог османског управног или војног заповедника.
1912. године у непосредној близини Куле изграђена је први објекат цркве.
Око 1920. године Кула је претворена у школски објекат са двије учионице у приземљу и 2 учионице (3-4 разред) на спрату, и са канцеларијама и 3 собе.
Нажалост,  кула - значајан објекат за локалну историју порушен је непосредно послије Другог свјетског рата, јер је био рушеван.

##### Бегове чесме
Из периода османске владавине, треба поменути и инфраструктурни објекат – Бегову чесму (Бегову воду). Овај извор, озидан каменом, смjештен је уз јавни пут, народски назван "царски друм", који је повезивао Доњу Тузлу и Бијељину. Грађевина се састојала од камене подзиде са три металне цијеви (рорнe) из којих је непрестано текла вода. Према топономастици, претпоставља се да је изграђена средствима или на имању локалног бега. Накнадним инфраструктурним радовима, објекат је естетски девастиран изградњом непримјерених бетонских резервоара, што је довело и до значајног смањења протока воде.

#### Аустроугарски период
Према првом аустроугарском попису  у Босни и Херцеговини од 16. априла 1879. године Тутњевац је 1879. године имао статус општине у котару Бијељина, са 663 становника (по вјероисповијести: 662 грчко-источњачке и 1 мухамеданац) у 105 насељених кућа. Тада је први и последњи пут имао статус опбћине (општине) у округу Зворник (Долња Тузла), котар Бијелина (Бијељина) са 8 мјеста (села) и то: Тутњевац, Бобетино Брдо, Богутово Село, Јањари србски (Равно Поље), Пушковац, Тетима (Милино Село), Угљевик (Стари Угљевик) и Забрђе.
Дати подаци из аустроугарских пописа показују демографске и друштвене промјене које су се дешавале у Тутњевцу у периоду од 1885. до 1910. године.
1. Други Аустроугарски попис (1885.)[18]:
  - Тутњевац је тада био дио општине Забрђе, са 115 кућа и 760 становника, сви православне вјероисповијести.
  - Структура становништва: 453 неожењених, 271 ожењених, 36 удовица/удоваца.
  - Професије: 34 тежака (земљорадника), 145 кметова (закупаца), 4 надничара/слуге, свештеник 1.
  - Породични статус: 576 жена и дјеце.
2. Трећи Аустроугарски попис (1895.)[18]:
  - Тутњевац је бројао 143 куће, са 852 становника (сви, осим 1 мухамеданца, били су православне вјероисповијести).
  - Остали подаци указују на то да је 848 становника било укључено у пољопривредне активности, док је само 4 становника било ангажовано у другим занимањима.
3. Четврти Аустроугарски попис (1910.)[18]:
  - Тутњевац је имао 187 кућа, од чега 184 насељених.
  - Становништво је бројало 1135 људи, од чега 593 мушкараца и 542 жене, сви православне вјероисповијести.
  - У овом периоду се види значајан пораст броја становника, што указује на раст и развој заједнице.

Ови подаци показују стални демографски раст и стабилизацију структуре друштва у Тутњевцу током ових пописа, као и наставак преовлађујуће пољопривредне привредне оријентације становништва.
Сарајевски лист на њемачком језику "Bosnische Post" у броју од 13. новембра 1889. године објављује занимљиву вијест о нападу три медвједа на жандармеријску патролу у Тутњевцу. Вијест даље преноси да су два медвједа убијена, док је трећи побјегао, те да је овај догађај веома узбудио јавност у околини Бијељине, јер није запамћена појава медвједа у овим крајевима.
Иако је процес откупа беговских посједа од стране кметова започео и за вријеме Османске владавине, значајније се наставља у периоду Аустроугарске - која, иако није извршила аграрну реформу, омогућила је кредите (прво банкарске, а од 1911. године државне) за откуп земљишних посједа. Најчешћи случај откупа земље у селу је ишао узимањем кредита између 1903-1910. године. Неки од, до тада, власника кметских селишта у селу, су беговске породице Градашчевић, Ћеримагић, Хаџијашарагић, Узејрбеговић...
Нова власт развија путну мрежу, па 1879. године гради пут Брчко - Тутњевац, као и путеве Прибој - Угљевик и Угљевик - Главичице. У овом периоду убрзан је и индустријски развој регије: 1899. године отвара се рудник у Угљевику а држава почиње да развија Брчко као један од центара. У Брчком су грађени објекти за смјештај војске, коња и опреме, изграђен је мост на Сави а преко њега и жељезничка пруга, сређено је и прилагођено пристаниште на Сави за прихват већих бродова и баржи, проширивани су и насипани путеви од Брчког према Бијељини, Шепку и Зворнику на Дрини, а Тузли и Градачцу као помоћним логистичким центрима.
У економском погледу, нарочито у смислу извоза сирове и суве шљиве преко брчанске луке и жељезницом становништво Тутњевца у овом периоду снажно гравитира према Брчком као регионалном центру.

##### Прва школа и црква
У сјећању и предању мјештана забиљежено је име свештеника Николе Шабаније (боравио у Ражљеву), који је половином 19. вијека опслуживао парохију коју су сачињавала села: Ражљево, Попово Поље, Брезово Поље, Бобетино Брдо и Тутњевац. Послије његове смрти  1869. године села Бобетино Брдо, Тутњевац, Пушковац, Богутово Село и Малешевце преузео је свештеник Ристо Јовановић из Пушковца. 1901. године свештеник Ристо Јовановић се потписује као свештеник тутњевачки, а 1909. године, на личну молбу, пензионисао се. По његовом пензионисању тутњевачка парохија је повјерена у администрацију свештенику Ђорђу Госпићу.
1912. године отворена је школа на простору око данашње цркве, највјероватније у објекту Куле. Исте године изграђен је и први објекат цркве (порушен крајем 70-их 20. вијека) - била је то једнобродна грађевина са једним звоником и централном куполом коју носи кружни осмоугаони тамбур са прозорима изнад средишњег дијела наоса. Фасада цркве била је обрађена бијелим кречом. Архитектура улазног портала цркве подсјећала је на улазни портал Цркве Светог пророка Илије у сусједном Горњем Забрђу, чија градња је почела исте године. По сведочењима мјештана, статика објеката цркве била је у лошем стању пре него што је дошло до разградње, а постојали су покушаји да се конструкција ојача металним обручем. Разлог који се наводи за овако оштећену стабилност објекта је урушење током Другог свјетског рата, када је око цркве било постављено артиљеријско оруђе. Међутим, сличност улазних портала и иста година изградње објеката цркве у два сусједна села наводи на могућност да је исти неимар осмислио обје цркве, те да су имале исти структурни проблем, јер је и у цркви у Забрђу коришћено ојачање конструкције металним обручем.

#### Први свјетски рат
Почетком рата подручје Тутњевца се налази у непосредној близини аустроугарског фронта према Србији. Тако је, најзначајнија "хрватска" јединица Четрдесет друга домобранска дивизија ("Вражја дивизија") прву концентрацију трупа извршила 9/10. августа 1914. у сусједном селу (тада центру општине) Забрђу. Већ наредног дана је дивизија упућена даље преко Дрине на Србију.
Аустроугарска војска мобилише и мјештане, војне обвезнике из Тутњевца. У дневној публикацији ратног министарства са списковима настрадалих војника монархије "Verlustliste" и списковима рањених и болесних које је издавао Заједнички централни евиденциони биро (Gemeinsames Zentralnachweisbüro)  "Nachrichten über Verwundete und Verletzte" наводе се имена лица из Тутњевца. Претрагом јавно доступних спискова дигитализованих до децембра 2024. године, идентификовано је 16 војника, од којих је 7 преминуло а за остале информације се односе на рањавање или лијечење од болести, док за једног наводе да је заробљен у Русији. Сви ови војници припадали су III (округ Тузла) (њих 12), IV (округ Мостар) (један од њих) и V босанскохерцеговачкој Фелдграу пуковнија (један од њих), сем двојице за које се наводи припадност 21. Горској артиљеријској регименти и Босанскохерцеговачки етапни батаљон ("bh. EtappB.").
Приближно тачан број, имена и судбине војника мобилисаних у току овог рата није познат. Неодређен број њих заробљен je je или се предаo супарничким војскама (нарочито на Источном фронту према Русији) и од њих су формирани добровољачке јединице које су упућене као помоћ Српској војсци.
Лист "Bosnische Post" од 15. октобра 1916. године доноси информацију великом броју јавних институција и физичких лица из Босне и Херцеговине којa су у дервентској филијали Привилеговане земаљске банке за Босну и Херцеговину (Landesbank für Bosnien und Herzegowina) извршила уплату за IV ратни зајам. Међу институцијама наводи се и уплата Српске православне општине Тутњевац у износу 1000 круна. Разлози за уплату вјероватно су били политички притисци и страх од репресалија. У време када је Аустроугарска била у рату, локалне заједнице и институције у Босни и Херцеговини, нарочито оне са српским предзнаком, биле су под снажним политичким утицајем и контролом власти. У овом контексту, уплата за ратни зајам могла је бити сматрана као начин да се избегну могуће санкције или репресалије од стране власти, које су у овом периоду имале велики утицај на свакодневни живот и функционисање локалних заједница.
Познат је и податак да је у овом периоду у објекту Куле налазио свештеников стан и да су ђаци из Тутњевца, у току рата, у школу ишли у Корениту.

##### Ослобођење
Српска војска ушла је ове крајеве у периоду између 11. и 13. новембра 1918. године, без значајнијих окршаја са непријатељем. Пети пук Дринске дивизије Прве српске армије, којим је командовао потпуковник Божидар Загорчић прешао је Дрину код аде Курјачице (7 км од Лознице) 11. новембра 1918. године и упутивши по једну чету у Тузлу и Бијељину до вечери ушли у ове градове. Чета која је стигла до Тузле, затекла је тамо већи дио војника Друге армије који су стигли са југа, те јој је дат задатак да наредног дана продужи на сјевер, према Шамцу.
Чети која је упућена према Бијељини дато је у задатак да сутрадан (12. новембра) упути према Брчком једну ојачану групу од око осамдесет искусних војника.
Задатак им је био да до вечери стигну у село Драгаљевац а да сутрадан наставе марш преко Брезова Поља до Брчког. И овај додатни задатак је у потпуности извршен. Група која је упућена за Брчко у град је стигла предвече, 13. новембра, око шеснаест часова.

#### Други свјетски рат

##### 1941.
Тутњевац је у вријеме Краљевине Југославије припадао општини Забрђе, срез Бијељина, унутар бановине Дринске. На почетку Другог свјетског рата, ово подручје је било под заштитом 1. армије из 2. групе армија Краљевине Југославије.
Њемачке војне јединице и са њима усташе 15. априла 1941. године, су прешли Саву и заузели Брчко, а у наредним данима Бијељину, Челић, Корај и Забрђе, те почиње период под окупацијом НДХ. 34 Тутњевчана који су били припадници Југословенске војске заробљени су и послати у Њемачку на принудни рад.
Од 20. јула 1941. године, Тутњевац је био укључен у општину Забрђе, котар Бијељина, као део жупе Усора и Соли у саставу НДХ. Први знаци власти НДХ појавили су се 30. маја те године у сусједном Корају, где је формирана Оружничка постаја, на челу са оружничким поднаредником Сулејманом И. Сијарчићем.
Поред Оружничке постаје у Корају, постаје су формиране и у Забрђу и Колони (Угљевик). На челу цивилне власти био је Бурхан зв. Буро Бегић, који је током Краљевине Југославије био предсједник општине Корај. Његов замјеник био је Стјепан Смодиш, задужен за села општине Забрђе. Смодиш, Хрват, који је прије рата дошао у Тутњевац и ту се настанио као накупац дрвета, становао је у кући (магази) сеоског кнеза Петра Спасојевића. Током рата, Смодиш је живио прво у Забрђу, а касније у Угљевику-Колони.
Усташе убрзо заводе страховладу, а њихова реторика и незаконити поступци према православном становиштву (пљачка, малтретирање, изнуде...) предмет су и извјештаја жупним властима заповједника Оружничких постаја у Лопарама и Корају.
Ноћу између 1. и 2. августа 1941. године, Стјепан Смодиш је наредио да се из неколико села, укључујући Тутњевац, одведу виђенији грађани. Из Тутњевца је одведено 13 људи, који су касније одведени у концентрациони логор Јасеновац.
У августу 1941. године, на Мркодолу, Вукашин Суботић, касније генерал-потпуковник и командант 3. ЈА,  је са својом групом убио два шумара који су радили за власт НДХ.
Први пут, половином октобра, а касније и други пут, крајем октобра (30.10.), партизани из шуме Петковаче код Брезовог Поља и Корените напали су оружничку постају у Забрђу, на челу са Стјепаном Смодишем, као и Лукића млин. Смодиш, након тих напада, премјешта постају и поглаварство у Угљевик Колону.
18. новембра 1941. године, усташе из Кораја напале су Тутњевац, одвеле 14 људи из овог села и четири из Забрђа, који су сви погубљени 22. новембра. Тијела су касније пренета у заједничку гробницу у селу. Касније, 24. новембра, усташе су поново напале Тутњевац, убивши 12 људи, а три дана касније, 27. новембра усташе су убиле 104 цивила у Миросавцима, и још 22 цивила у сусједним селима (Забрђе, Малешевци, Угљевик, Угљевичка Обријеж, Равно Поље, Богутово Село, Мезграја).

Као „одговор“ на бруталност усташа из Кораја савезници, партизани (Коренитска и Ражљевачка чета) и четници (Лекини, Керовићеви и Бижићеви) крећу на Корај ујутро, 28. новембра из три правца. У нападу извршена је одмазда над цивилним становништвом Кораја - према усташким изворима убијено је преко 300 лица, 200 лица је рањено а спаљено је 150 кућа.
Каснији партизански историографи, наводили су да су партизани "сузбијали четничка оргијања", скрећући пажњу на чињеницу да су у партизанским јединицама били и муслимански борци (нпр. Фадил Јахић) и да су звјерства четника разлог будућег прекида њихове сарадње. Ђорђе Ђојић, учесник у борби, наводи: "То је ишло до те мјере да смо били присиљени да постављамо страже испред кућа у којима су се склониле жене и дјеца. У спречавању четничког дивљања учествовало је малтене цијело партизанско руководство, али на цијелој акцији је остала тамна мрља, јер је заиста људима било тешко објаснити да су дивљали четници, а не партизани."

Штаб Мајевичког НОП одреда, суочен са тешком ситуацијом, морао је реаговати, па је одмах написан проглас упућен Муслиманима сјевероисточне Босне. Проглас су потписали Фадил Јахић Шпанац, Иван Марковић Ирац, Цвијетин Мијатовић Мајо и Ахмет Кобић. У прогласу се, на првом мјесту, подсјећају Муслимани Горње Тузле, Челића, Kораја, Брезова Поља и других муслиманских села у подмајевичком крају да је "борба коју воде народноослободилачки одреди" уједно и "њихова борба". Апелује се да буду опрезни према "провокаторима, народним издајницима и окупацијским слугама", те се позива на јединство и опрез у овој борби:
"...Мурат-бег Пашић и остали зликовци криви су за сво зло које је задесило и Србе и Муслимане у овим крајевима. Они су криви и зато што су пале невине жртве при нападу на Корај, јер је Корај баш због њих постао злогласан. И поред тога што је Корај био злогласан због злочина над сеоским становништвом, ми партизани уложили смо све силе да падне што мање невиних жртава, уколико је тих невиних жртава било, учинили су их неодговорни људи, разјарени и озлојеђени клањем својих жена и д‌јеце које је тих дана извршила Бурхина банда. Ми жалимо што су те жртве пале, али зато је главни кривац Бурхо и његови разбојници. Они су ти који су неколико дана пред напад на Корај убили 30 Срба, а у самом Тутњевцу заклали 20 људи, жена и д‌јеце ..."
Крајем 1941. године у четнике и партизане отишао је једнак број мјештана Тутњевца (по 13 у оба покрета).

##### 1942.
Почетком 1942. године долази до разлаза између досадашњих савезника, партизана и четника. 20. фебруара Лекини четници нападају штаб Мајевичког партизанског одреда на Вукосавцима и уништавају га.
Мајевички партизански одред одмах по сазнању за напад креће из Корените, преко Тутњевца и Малешеваца ка Вукосавцима, али бива разбијен због напада четника Ђуре Бижића из правца Карића винограда. Већи дио партизана (240) повлачи се преко Јелице за Шековиће, док мањи дио (17) одлази у Попово Поље, а други дио у Глоговац.
Након тога, у селу више нема организованих партизана. Четници су освојили село, тражећи сараднике партизана и пријетећи становништву. У Лопарама су више пута одржавали састанке и преговоре са Немцима и усташама, постављајући своје захтјеве.
12. маја, партизанска група под вођством Чеде Ђукића на Мркодолу у засједи разбила је домобранску јединицу од 60 људи која је ишла из Угљевика ка Корају, предвођену Стјепаном Смодишем. Дио је убијен, а остали су побјегли према Корају и Угљевику. Смодиш се спасао бјегом према Корају.
Средином љета, партизани су одлучили да оснују пијацу, прво у Забрђу, а касније и у Тутњевцу, с циљем да окупе људе и омогуће размјену информација између села и градова (Брчко, Бијељина, Тузла, Шековићи), као и купопродају без потребе одласка у веће градове. До краја године пијаца у Забрђу је забрањена од стране четника, али у Тутњевцу није. Пијаца у Тутњевцу била је у дворишту попове куће, преко пута Бегове чесме.
Како су партизани прешли у илегалу, разбијени су у мање групе и крили се у Поповом Пољу и Тутњевцу.
Док је боравио у Шековићима, Мајевички одред је ушао у састав 6. Источнобосанске бригаде. Бригада се у септембру вратила на Мајевицу, односно у Корениту. Током марша, последњу ноћ (13. септембра) бригада је провела у Дубрави, шуми источно од Тутњевца, а сутрадан је стигла у Корениту и распоредила се по батаљонима у Горњој Буковици.
У исто време, четници са Малешеваца и Златова (Тобут) — Бижићеви, Лекини и Керовићеви, око 600 људи — груписали су се у Тутњевцу и у зору 3. октобра напали партизане у Коренити и Горњој Буковици. У тој борби партизани су изгубили шест бораца, а Бижић је "пропустио" партизане да се извуку према Сави, што је повећало нетрпељивост међу четницима. У селу до краја године није било жртава.
28. новембра, удружене снаге партизана из Трнове напале су штаб Ђуре Бижића на Јовановића брду изнад Тутњевца, уништивши га и растјеравши четнике. У акцији није било дејства из села, осим мање групе која је затварала правац четницима да се извуче преко Митровића према Тутњевцу. У бици је погинуо командант Бижић са већом групом четника (123), док су партизани имали 10 погинулих и 12 рањених.
10. децембра, Нијемци (738. гренадски пук) из правца Брчког, Босанске Раче и Бијељине покрећу операцију "Тузла 2" с циљем уништења партизана. 15. децембра, 1. батаљон МПО повлачи се преко Тутњевца и Удригова у Тобут, где су већ били концентрисани јединице 6. Источнобосанске бригаде и Сремски одред.
16. децембра, Нијемци и усташе (749. немачка бојна и 3. бојна 6. пјешачке пуковније НДХ) поново улазе у Тутњевац. У овој акцији, на Мајевици Немци су разоружали 76, а заробили 110 четника.

##### 1943.
Фебруара 1943. године у Тутњевцу је формирана Прва партијска ћелија КПЈ, а касније и омладинска организација.
У Коренити код школе 14. априла 1943. године формиран је, трећи по реду, Мајевички партизански одред. Командант Вељко Лукић - Курјак, замјеник Ђорђо Ђојић из Доње Буковице (Тутњевца) од 160 људи у пет чета.
Дијелови Тузланске бригаде домобрана, 7 .маја, из правца Малешеваца и Кораја наступају до Забрђа гдје логорују.
Јуна мјесеца партизани, 3. Мајевички ПО и сремске јединице разбијају једну домобранску пуковнију у Доњој Чађавици, заузимају жељезничку станицу Дринско Сухо Поље, ослобађају Угљевик и Забрђе (16-17. јуна), Јању и на крају Бијељину 24. септембра.
Из Колоне (Угљевика) и овај пут Смодиш  успијева  побјећа и то сада у Тобут. Кад је то сазнао Вељко Лукић тражи од Јеримије Лазића-Леке да преда Смодиша партизанима. Овај одбија, и Смодишу даје пратњу до Кораја. Пратња састављена од четника (5) на челу са Ђорђијом зв. Ђоком Божићем из Забрђа у Пушковцу убија Смодиша и његова два пратиоца.
Након тих акција а након краха четника на Малешевцима партизани владају територијом општине па и Тутњевцом. Једина опасност за партизане  и становништво још увијек долазила из Кораја.
18. јула, 15. Мајевичка бригада и Мајевички ПО напали су код Тобута четнике Радивоје Керовића. Том приликом гине 5 а рањено је 5 четника, остали се повукли ка Мајевици (Златову и Бусији).
18. августа партизани ослобађају Корај и Челић.
У љето 1943. године са Сутјеске се враћа 6. Источно босанска бригада и са собом доводи рањенике који се лијече у селу, у кућу Спасоје зв. Пајке Гаврића, у чијој кући је кратко радила и Друга официрска школа.
У јесен исте године, четници су ухватили Милку Лазић из Богутовог Села (Д. Трнове) и објесили је  јавно за вријеме пијачног дана  у Тутњевцу.
Од половине јуна 1943. године до 18. марта наредне 1944. године село је било релативно слободно гледајући са партизанске стране.
У тој ситуацији партизани формирају пет Команди мјеста за заједничком Командом Првог мајевичког подручја са сједиштем у Трнови. Први командант је био Ђорђо Ђојић.

##### 1944.
16. марта 1944. године, 13. ханџар дивизија покреће операцију „Сава“ и наступа правцем Брезово Поље-Забрђе, Брчко-Челић-Корај-Тутњевац. У овим условима, 2. Војвођанска бригада одступа на положај у Горњем Забрђу, док се према непријатељу који долази из правца Брчког и Челића, налазе јединице 1. Војвођанске бригаде. Снаге 2. батаљона СС дивизије, под командом Ханса Ханкеа, 15. марта заузимају Челић и настављају напредовање ка Корају.
Током истог дана, 15. марта, непријатељске јединице напредују ка Корају, али их зауставља 16. војвођанска дивизија, која их враћа назад према Челићу. Међутим, из правца Бобетина Брда, Корај остаје незаштићен, што непријатељ искориштава и заузима Корај. Следећег дана, 16. марта, партизани успјевају да поврате Корај и одбију непријатеља према Челићу и Бобетином Брду. Међутим, 18. марта, надмоћније снаге СС дивизије поново заузимају Корај, а партизани се повлаче ка Бабајачи и Тобуту.
17. марта, јединице 13. ханџар дивизије улазе у Тутњевац, где су током операције убијена 24 цивила. У сусједном Забрђу, истог и наредног дана, убијено је 214 мјештана.
У ноћи између 17. и 18. марта, дијелови 16. и 36. Војвођанске дивизије безуспјешно су напали положаје 28. ловачког пука СС код Кораја и Забрђа. Напредујући према Мајевици, Немци су остављали посадне јединице које су контролисале сваки пут, раскрсницу и шумарак у сваком селу.
Интезивне борбе се 4 дана одвијају око коте Обренове косе (Забрђе) код Мркодола, гдје партизани покушавају да спријече спајање непријатељских јединица из правца Кораја и Бијељине. Друга војвођанска бригада је тих дана изгубила 50 бораца, имала 82 рањена и 40 несталих (заробљени или дезертирали).
14. априла 1944. године, јединице 28. ловачког пука 13. ханџар дивизије заузеле су Лопаре, док су партизани били приморани да се повуку у Јабланицу. 20. априла, 1. и 3. батаљон 4. мајевичког партизанског одреда крећу из Јабланице прелазе пут Лопаре-Челић и долазе до Мамутове воде, у близини Удригова.
Радивоје Ковачевић о томе сведочи:
„Склоњени смо у високој младој шуми изнад Пушковца.
Оданде се у Забрђу и Тутњевцу (код цркве)  виде логори СС јединица. Разапети су шатори и око њих топови и тенкови са цијевима окренутим према Удригову. Војници у већим групама патролирају путем Корај-Тутњевац-Забрђе, што значи да непријатељ у року један сат може доћи до нас. За њихову артиљерију веома смо погодна мета, земљиште пошумљено, али дрвеће ситно.
Сваког часа могу да нас открију четници који иду путем поред нас према Вукосавцима и Малешевцима.
Може се закључити да непријатељ зна нашу позицију и дан нас прати.
Пала је одлука да 3. батаљон са командантом одреда Бранком Стојановићем Крвавим, замјеником команданта дивизије Ратком Перићем крене падом мрака 20/21.априла кроз Пушковац, обиђе око Тутњевца и пребаци се у Корениту односно Горњи Драгаљевац.
Сјутрадан увече, 21. априла 1. батаљон креће према Трнови преко Малешеваца и Богутовог Села.
Већ два дана борци ништа не једу, па већина бере младо лишће, а неки чупкају и траву.
Два борца опкорачила млади буквић па кашикма стружу кору.
Истовремено оближњим путем, испод, пролази колона четника одакле се чује жагор и пјесма.
Притајили смо се, згрожавамо се над истином да ти издајници помажу СС зликовце у сатирању српске нејачи и рањеника и још се уз то веселе туђој несрећи“.
Убрзо су партизани били откривени и нападнути од стране четника. 1. батаљон се потом раздељује у три групе. Прва група успела је да се пробије до Угљевика, али је морала да се повуче назад и на крају се, преко Тобута и Корените, спојила са трећом групом у Загонима. Друга група је преко Богутовог Села и Загона стигла до Г. Драгаљевца, гдје су се неки борци прикључили четницима, а остатак јединице одступио према Глоговачким шумама, гдје су се спојили са 3. батаљоном. У Загонским шумама, командант 1. батаљона, Мићић, организовао је преостале борце који су сада бројали само 70 људи. Он је дозволио онима који су желели да оду кући да то учине, а 14 бораца је напустило јединицу.
Ханџар дивизија у априлу наставља дјеловање на ширем подручју спроводећи акцију "Остерај" (Васкршње јаје). Операција је почела је 12. априла 1944. са циљем чишћења планине Мајевице, а коју су држали елементи 3. босанског корпуса на челу са генералом Костом Нађом. 27. пук је убрзо заузео Јању и прошао кроз Доњу Трнову како би стигао до рудника угља Угљевик, важног економског циља за њемачку војну машинерију. Након борби које су трајале до 13. априла увече, 27. пук је извијестио да су партизански губици износили 106 погинулих, 46 заробљених, 2 дезертера и велике количине оружја и муниције. Пук је такође заузео велику количину медицинског материјала из болнице у околини Доње Трнове. 28. пук је кренуо на југ кроз Мачковац и током борбе око Прибоја, његов 1. батаљон, сачињен од Албанаца, имао је тешке губитке. 3. босански корпус је затим повукао 16. војвођанску и 36. војвођанску дивизију на југ преко пута Тузла—Зворник. Извиђачки батаљон је наставио напредовање, крећући се према западним падинама Мајевице и заузимајући Сребреник и Градачац, гдје се повезао са 1. горским здругом Хрватског домобранства. Нијемци су операцију Остерај сматрали великим успјехом, због постизања свих циљева операције уз минималне губитке.
У периоду од шест мјесеци на подручју Зворника, Угљевика, Шековића, Власенице, Градачца, Шамца, Лопара, Тузле, Лукавца и Кладња убијене су најмање 1.803 особе, за подруче Брчког се не зна тачан број али се рачуна да број жртава износи не мање од 500 лица, у Бијељини између 40 и 50, а на подручју Срема 500 до 600 лица.
У новембру 1944. године, на подручју општине формирана је Команда мјеста јачине једне чете и први Општински народноослободилачки одбор (НОО). Задатак ове команде био је водити борбу против четника, усташа и зеленог кадра на том подручју.
Током септембра те године, највећу снагу на подручју општине имали су четници под командом Јеремије Лазића, познатог као Зека, који је предводио Подрињско-семберску четничку бригаду с јачином од око 600 људи. Унутар ове бригаде истицали су се појединци као што су Радомир Арсеновић, Перика Тешић, Драго Токић, Драго Ђокић и Реља Петровић. Главни положај ових четника био је на Нумери, у селу Горња Чађавица.
У периоду када су четници били најактивнији, ови су пресрели, ухапсили и у шуми Дубрава убили Васу Јовића-Попца, његовог брата Душана, стрица Лазара и стрину Стевку, као и Виду, све из села Доња Трнова.
4. децембра 1944. године, партизанске јединице, које су припадале Двадесетпетој брдској и Шестој источнобосанској бригади, извеле су напад на четничке снаге на Нумери. У том нападу погинуо је командант четника Зека, а на његово место дошао је Перика Тешић из Богутовог Села. Након овог напада, четници су изгубили већину своје организоване снаге, те су се разбиили у мање групе, углавном у тројке и десетине.
Након разбијања, четници су се повукли у шуме, где су имали подршку у виду својих јатака у селима. Од тада су изводили ноћне нападе на команду мјеста, чланове народноослободилачких одбора и представнике нове власти.

#### Социјалистичка Југославија
Од 1946. до 1955. године локална самоуправа Тутњевца реализована је кроз Мјесни народноослободилачки одбор за мјеста Тутњевац и Малешевце у Срезу Лопаре.
Од 1.септембра 1955. године Тутњевац се налази у саставу општине Угљевик.
До 1974. године Тутњевац није имао статус мјесне заједнице, тачније, заједно са Забрђем, Коренитом и Малешевцима чинили су једну мјесну заједницу (МЗ Забрђе) тако да није  имао својих самосталних, тадашњом терминологијом - ДПО (друштвено-политичке организације).
1974. је формирана Мјесна заједница Тутњевац и тада су формиране и Основне организације СКЈ, ССРН, ССОЈ, СУБНОР-а и др.
У социјалистичком периоду Југославије, посебно током деценија које су уследиле након Другог свјетског рата, многе сеоске средине, укључујући Тутњевац, доживеле су значајне промјене кроз улагања у јавну инфраструктуру. Ова улагања су била део ширег процеса урбанизације и модернизације југословенског друштва, што је значајно утицало на побољшање животних услова становништва.
У Тутњевцу су у том периоду изграђени важни објекти и инфраструктура, који су унаприједили свакодневни живот мјештана. Међу кључним остварењима била су: изградња нове основне школе, модернизација и асфалтирање регионалног пута, електрификација домаћинстава, изградња зграде дома културе (запаљен током 90-их), изградња складишних и продајних објекта земљорадничке задруге, спортско-рекреативна инфраструктура...
60-их година у селу је дјелована Земљорадничка задруга Тутњевац, која је у другој половини деценије придружена ЗЗ Трнова.
У помен жртвама НОР-а у селу је, по окончању рата, подигунт Споменик палим борцима Народноослободилачког рата (НОР) и жртвама фашистичког терора (ЖФТ). Првобитно је био саграђен на раскрсници путева, ниже од данашње локације. Споменик је био једноставан: састојао се од једне плоче с уписаним именима палих бораца и жртава, уграђене у зид од цигала, а све је било ограђено дрвеном оградом. Након преноса споменика на садашњу локацију поред регионалног пута, код некадашње читаонице (данашње школе), у 1988. години, споменик је добио нову форму. Ова грађевина има правилан петоугаони облик, са пет полуокруглих жардињера за цвијеће, а висина споменика је 3 метра. Првобитно је на врху била постављена црвена петокрака звезда, као симбол комунизма, која је остала на споменику до јула 1992. године. Умјесто ње, 1998. године, постављен је метални крст, који је и данас дио изгледа споменика. На споменику су наведена имена палих бораца НОР-а, жртава фашистичког терора и лица интернирана у логор Јасеновац.
Примјетан је тренд, од половине 1960-их, економске миграције становништва села у развијеније европске земље (Аустрија, Њемачка, Швајцарска...) и економски развијеније дијелове Југославије (већи инд. центри и СР Словенија). Општина Угљевик се, до инвестиције у изградњу термоелектране од 1979. године, сврставала у ред економски неразвијених општина економски неразвијене СР Босне и Херцеговине.
1977. године почела је градња Цркве Покрова Пресвете Богородице у Тутњевцу, према пројекту Пројектног бироа Патријаршије у Београду. Градња је завршена 1981. године, а 30. августа исте године храм је освештао патријарх српски Герман, уз саслужење више епископа и то: шабачко-ваљевског Јована Велимировића, далматинског Николаја Мрђе и зворничко-тузланског Василија.
- Црква Покрова Пресвете Богородице изграђена 1981. године

Од 1986. до 1990. године Чедо Секулић из Тутњевца био је посланик у Скупштини Социјалистичке Републике Босне и Херцеговине.

#### Рат у Босни и Херцеговини
Одговор власти локалних заједница сјевероисточне Босне, са већинском српском популацијом, на кулминацију дезинтегративних процеса у Југославији, рат у Хрватској и расправу о статусу Босне и Херцеговине, био је формирање Скупштине Аутономне регије сјевероисточне Босне, за подручја општина Угљевик, Лопаре и Бијељина. Аутономна регија, под контролом СДС-а, формирана је у Угљевику  29. октобра 1991. године и касније ће се трансформисати у САО Семберија и Мајевица.
Средином априла 1992. године Кризни штаб општине Угљевик доноси одлуку о блокади путева на подручју општине (сем магистралног правца Тузла-Бијељина), коју су реализовали Територијална одбрана и милиција, правдајући ту одлуку чињеницом да "наоружане формације "зелених беретки" нису у одређеном року предале наоружање", и страхом од напада зелених беретки из Теочака.
Село се у периоду рата 1992-1995. год није налазило у непосредној близини линије борбених дејстава, осим у периоду око 15. јуна 1992. године када су припадници Војске Српске Републике БиХ и припадници паравојних јединица извршили напад на сусједно бошњачко село Корај.
Војни обвезници из села махом су били припадници 1. мајевичке бригаде Војске Републике Српске, а један период Милан Гаврић, пуковник рођен у Тутњевцу, био је командант ове бригаде.
2001. године изграђено је Спомен обиљежје борцима отаџбинског рата 1992-1995. године. На споменику су наведена имена 23 пала борца и 3 цивилне жртве рата.

#### Дејтонска БиХ
Тутњевац у дејтонској Босни и Херцеговини карактерише модернизација путне инфраструктуре (асфалтирање локалних путева), ширење јавне водоводне мреже, изградња уличне расвјете. 2000. године изграђен је нови објекат подручне основне школе. У истој деценији изграђени су темељи новог дома културе. Објекат је и даље неизграђен, без дефинисаног става јавне управе о будућности објекта.
Од 1996. до 2000. године Миладин Перић из Тутњевца био је посланик у Другом сазиву Народне скупштине Републике Српске, а изабран је на изборима 1996. године са листе Српске демократске странке.
Од 2001. до 2024. године Василије Перић из Тутњевца обављао је дужност начелника Општине Угљевик.
Овај период карактерише и процес значајног старења становништва, који је уско повезан са континуираном миграцијом ка већим градовима и иностранству, која је почела још од 1960-их година. Ова миграција, посебно међу младима, довела је до смањења броја становника и демографске динамике у селу. Овај тренд постаје посебно очигледан у образовном систему, јер је у школској 2024/2025. години у први разред подручне основне школе у Тутњевцу уписано само двоје ученика, што јасно илуструје депопулацију и миграционе токове који су драстично утицали на демографску структуру овог насеља.

## Школство
Прва школа у Тутњевцу отворена је 1912. године, у самом објекту Куле. У том периоду, ученици нижих разреда су похађали наставу у Тутњевцу, док су више разреде настављали у суседном Корају.
Одлуком бана Дринске бановине од 26.2.1935. године отворено је друго одјељење Државне народне школе у Тутњевцу.
Након Другог свјетског рата, изграђен је нови школски објекат у новоформираном центру села, а школа је добила назив Народна основна школа Тутњевац. 1963. године школа је припојена као подручна школа централној Основној школи "Божо Аврамовић" у Забрђу, где су ученици настављали више разреде. Централна школа од 1993. године носи назив "Вук Караџић", а школа у Тутњевцу и даље функционише као подручно одјељење.
У 2000. години, изграђен је нови објекат школе, што је омогућило савременије услове за образовање.

## Привреда
Привреда Тутњевца ослања се на пољопривреду, с посебним нагласком на воћарство. Доминантне воћарске културе које се узгајају у овом региону укључују шљиве, али и друге воћке попут јабука, крушака, брескви, кајсија, јагода, дуња, ораха... Ове културе представљају основни извор прихода за многа домаћинства у Тутњевцу. Произвођачи из села Тутњевац извезу од 600 до 1.000 тона свјеже, претходно потхлађене шљиве. У структури извоза доминира тржиште Руске Федерације, затим земље ЕУ: Њемачка, Аустрија и, у мањој мјери Словенија. Када је у питању продаја на мало, она се углавном одвија на тржишту Тузле. Чачанска љепотица, доминира у сортименту, производ је високог квалитета, тражена на тржишту, а овдје доспјева 7 дана раније него у конкурентским шљиварским регијама (нпр. Градачац).
Значајан дио произведених количина воћа се не пласира на тржиште у свјежем стању, него се прерађује. Убједљиво највећи удио у преради шљиве има производња ракије. Остатак се утроши за производњу пекмеза за сопствене потребе, док одређен број већих произвођача осим расхладних капацитета, посједује и опрему за сушење шљиве.
Током 1980-их година прошлог вијека, тутњевачки воћари су почели проширивати тржиште својих производа. Осим локалних пијаца, почели су излагати своје воће и на тржиштима других југословенских градова, попут Љубљане и Загреба.
У 2000-им годинама, уз напредак инфраструктуре и технологије, појавиле су се прве хладњаче са организованим откупом, што је омогућило воћарима да продуже рок трајања својих производа и боље их чувају до доласка на тржиште. Значајно тржиште постале су земље ЕУ и  Русија.
Сточарство је такође присутна грана привреде у Тутњевцу, у виду фарми свиња, говеда и оваца. 2016. године било је регистровано 118 фарми (пољопривредних газдинстава) са следећим бројем грла: свиње 776, говеда 371, овце 208, козе 3.
Ратарство одликују кулутуре кукуруза, пшенице и јечма. На подручју општине, меркантилни кукуруз је најзаступљенија житна култура - што потврђује орјентисаност ратарске производње у Угљевику на производњу сточне хране. Од стрних жита највеће ораничне површине су засијане пшеницом, производња јечма и тритикалеа је симболична.
Повртарство, на подручју цијеле општине, има одлике екстензивне производње, која притом стагнира. Одвија се углавном на отвореном, а њоме се бави велики број мјешовитих газдинстава, с циљем задовољавања сопствених потреба и обезбјеђивања додатног прихода. Кромпир и пасуљ су доминантни усјеви, а све остале повртне културе су присутне на веома скромним површинама које указују на доминантну производњу за задовољавање потреба сопственог домаћинства.
Пчеларство нема значајнији удио у привредној дјелатности.
Значајан број мјештана Тутњеваца запослен је у Руднику и термоелектрани Угљевик. Ово индустријско предузеће има кључну улогу у локалној економији.
На подручју села активан је и рудник кречњака, на локалитету Лукића виногради.
2020. године у селу је отворен Дом за стара лица "Милошевић" са капацитетом око 45 кревета.

## Светковине
Сеоска молитва Тутњевца се обиљежава на Спасовдан (40 дана послије Васкрса). Осим црквене службе, литије и раније вашара пред црквом, Молитва се традиционално обиљежава у домовима мјештана, који за госте - родбину и пријатеље из других мјеста - спремају молитвене ручкове. Вјерује се да је обичај сеоских молитви, које се одржавају у прољећном периоду, настао као молитва за добре приносе.
У овом крају народ Молитву прихвата као сеоску славу и разликује је од црквене славе. Црквена слава Тутњевца, не обиљежава се у домовима мјештана, него литургијом и литијом за празник Покров Пресвете Богородице (14. октобра по новом календару), ком је и мјесна црква посвећена. Раније, црквена слава, била је пропраћена и вашаром, у дворишту цркве.
Молитва има дужу традицију од црквене славе - јер се црквена слава прославља тек од изградње и посвећења цркве - 1912. године.
Традиција одржавања вашара пред црквом за црквену славу и сеоску молитву прекинута је почетком 21. вијека, са споредичним покушајима оживљавања традиције.

Треба поменути и прекинуту традицију обиљежавања одређених празника у селу, највјероватније спонтано организованих од мјештана без учешћа цркве, тзв. "сијела" - окупљање уз традиционалну музику и продају пића (кувана ракија и вино, кафа и сл.): у засеоку Митровићи - у приватној башчи - сијело је одржавано поводом Срђевдана, док је, у центру села - код дома културе - одржавно сијело поводом Арлијевдана.
Иначе, празновање Арлијевдана је једна од посебних карактеристика сјевероисточне Босне, "сасвим ретко и изузетно другде у Босни и Херцеговини, док је код Срба у другим областима тај празник савршено непознат". Иако се истог дана обиљежава и Свети Агатоник, етнолог Миленко С. Филиповић износи теорију да Арлијевдан посвећен Светом Иринеју.

## Спорт и рекреација
У другој половини 20. вијека почиње популаризација спортова у селу. 1960. године почиње да дјелује фудбалски клуб Стријелац, који домаће утакмице игра на игралишту Просјека.
Од остале спортскo-рекреативне јавне инфраструктуре, у центру села, изграђени су терени за мали фудбал, кошарку и тенис и теретана на отвореном на излетишту Лазића брдо.
У селу дјелује и Ауто-мото клуб "Тутњевац".
Ловиштем на подручју села управља ловачко удружење Дубрава из Забрђа.
Од 2024. године, крајем маја, село је домаћин такмичења коња у превлачењу трупаца, у организацији породице Миливоја Ђурића, Штрапаријада код Ђурића.

## Знамените личности
- Милан Гаврић (Тутњевац, 1946 - Београд, 2020) - пуковник, командант 1. мајевичке бригаде Војске Републике Српске.
- Србољуб Јовић (Тутњевац, 1944 - Београд, 1989) - ванредни професор Економског факултета у Београду. Члан научне секције Савеза економиста Југославије. Од 1985. године уредник часописа Економски анали. Од 1986. члан Комисије Савезног извршног већа за антиинфлациону политику и Стручног Савета Савезног секретаријата за финансије. Учествовао у радној групи за израду Антиинфлационог програма.
- Мићо Костић - протопрезвитер-ставрофор, парох прве парохије ријечке од 1990. године
- Јово Николић (Тутњевац, 1958) - афористичар.
- Василије Перић (Бијељина, 1965) - дипл. економиста и политичар. Начелник Општине Угљевик од 2001. до 2024. године.